# Mazères (Ariège)
Mazères è un comune francese di 3 669 abitanti situato nel dipartimento dell'Ariège nella regione dell'Occitania. Il suo territorio comunale è bagnato dalle acque dell'Hers-Vif, affluente dell'Ariège.

## Società

### Evoluzione demografica
Abitanti censiti